# バラ (1988年のテレビドラマ)
「バラ」は、1988年11月9日に日本テレビ系の2時間ドラマ枠『水曜グランドロマン』（毎週水曜日 21:03 - 22:52）にて放送されたテレビドラマ。原作は曽野綾子の「一条の光」。脚本は内館牧子、監督は恩地日出夫。

## スタッフ
- 原作：曽野綾子「一条の光」
- 脚本：内館牧子
- 監督：恩地日出夫
- プロデューサー：山口剛
- 企画：嶋田親一
- 製作著作：日本テレビ

## キャスト
- ミズエ：岸恵子
- 坂本浩平：菅原文太
- 佐々木すみ江
- 昇一：菅原加織
- 洋二：川名誠
- トヨ子：賀原夏子
- 山村：北村総一朗